# Antonino Valletta
Antonino Valletta (Sant'Agapito, 7 ottobre 1938 – Isernia, 21 gennaio 2022) è stato un politico e medico italiano.

## Biografia
Nato in Molise da una famiglia di agricoltori, dopo gli studi classici presso il liceo "Fascitelli" di Isernia, si laureò in medicina e svolse la professione di pediatra e neonatologo all'ospedale Ferdinando Veneziale di Isernia.
Esponente di lungo corso del Partito Socialista Italiano, è stato sindaco di Sant'Agapito dal 1975 al 1990 e consigliere comunale dal 1990 al 1995. Alle elezioni regionali del 1985 si candida a consigliere regionale per la provincia di Isernia, ma con 1.767 preferenze è il primo dei non eletti nelle liste del PSI, ottiene invece il seggio cinque anni dopo con 3.132 voti individuali. 
Alle elezioni politiche del 1994 è eletto al Senato della Repubblica con la coalizione dei Progressisti (in quota PSI) nel collegio uninominale di Isernia con il 32,14% davanti a Giovanni Petrollini del Polo del Buon Governo (29,22%) e a Fernando Di Laura Frattura del Patto per l'Italia (19,52%). Nello stesso anno aderisce alla Federazione Laburista. 
Nel 1995 è rieletto sindaco di Sant'Agapito con il 54,73% dei voti per una coalizione di centrosinistra, per poi essere riconfermato nel 1999 con il 66,85%.
Ottiene la rielezione al Senato nel medesimo collegio nella tornata elettorale del 1996 con il 47,02%, superando Raffaele Mauro del Polo per le Libertà (42,29%). Nel 1998 si iscrive poi ai Democratici di Sinistra, in cui confluisce la Federazione Laburista. 
Nel 2000 passa al gruppo misto, aderendo al Partito Socialista prima e al Nuovo PSI poi, con il quale si candida sia alle elezioni politiche del 2001 alla Camera nella circoscrizione Molise sia alle elezioni regionali del 2001 per la provincia di Isernia, ottenendo 551 preferenze e non risultando eletto in entrambi i casi.
È morto ad Isernia il 21 gennaio 2022 all'età di 83 anni.